# La complicata vita di Christine
La complicata vita di Christine (The New Adventures of Old Christine) è una sit-com statunitense che vede Julia Louis-Dreyfus nella parte di una madre single divorziata da poco. La serie ha debuttato il 13 marzo 2006 sulla CBS con una stagione di 13 episodi e, dopo 4 stagioni, è stata rinnovata per una quinta stagione in onda a partire dal settembre 2009. La sit-com è stata creata da Kari Lizer che ne è anche produttore esecutivo; la serie ha inoltre ricevuto cinque nomination agli Emmy Awards (di cui uno vinto da Julia Louis-Dreyfus come miglior attrice comica) e una nomination ai Golden Globe.
Il 18 maggio 2010 la CBS ha annunciato che la serie non sarà rinnovata per una sesta stagione.

## Trama
Christine Campbell (Julia Louis-Dreyfus) è una madre nevrotica appena divorziata e proprietaria di una palestra per donne che tenta continuamente di restare al passo con le persone intorno a lei. Una continua crepa nella sua vita è l'irresponsabile ex-marito Richard (Clark Gregg) la cui nuova fidanzata si chiama sempre Christine (Emily Rutherford) - da qui l'appellativo di vecchia Christine per il personaggio della Louis-Dreyfus. Christine vive con il figlio Ritchie e suo fratello Matthew (Hamish Linklater), mentre Wanda Sykes interpreta Barb, migliore amica e collega di Christine. Christine deve inoltre affrontare l'ostilità delle "mamme popolari" (Alex Kapp Horner e Tricia O'Kelley) della scuola privata del figlio.
Nella serie hanno avuto anche ruoli ricorrenti attori noti, tra cui Blair Underwood, Dave Foley, Scott Bakula, Andy Richter, Jane Lynch e Eric McCormack.

## Programmazione
In Italia è in onda, in anteprima esclusiva, su Rai 2 che ha trasmesso la prima stagione e buona parte della seconda dal 16 luglio 2008 tutti i giorni feriali alle 17.15 con un episodio quotidiano. I rimanenti episodi inediti della seconda stagione e tutta la terza stagione sono in onda, dal 7 giugno 2009 ogni sabato alle 18.10 e domenica alle 18.25 sempre su Rai 2.
La serie arriva in replica dal 17 agosto 2009, dal lunedì al venerdì alle ore 20:25, su Mya, canale pay della piattaforma Mediaset Premium, il quale trasmette prima la quarta stagione e poi anche la quinta, in anteprima assoluta e prima di Rai 2.

### Episodi
| Stagione         | Episodi | Prima TV originale | Prima TV Italia |
| ---------------- | ------- | ------------------ | --------------- |
| Prima stagione   | 13      | 2006               | 2008            |
| Seconda stagione | 22      | 2006-2007          | 2008-2009       |
| Terza stagione   | 10      | 2008               | 2009            |
| Quarta stagione  | 22      | 2008-2009          | 2010            |
| Quinta stagione  | 21      | 2009-2010          | 2011            |

## Adattamenti
- Christine. Perfekt war gestern! (Germania, 2013)[1]